# Pinguicula conzattii
Pinguicula conzattii este o specie de plante carnivore din genul Pinguicula, familia Lentibulariaceae, ordinul Lamiales, descrisă de Zamudio și Amp; van Marm. Conform Catalogue of Life specia Pinguicula conzattii nu are subspecii cunoscute.

## Galerie

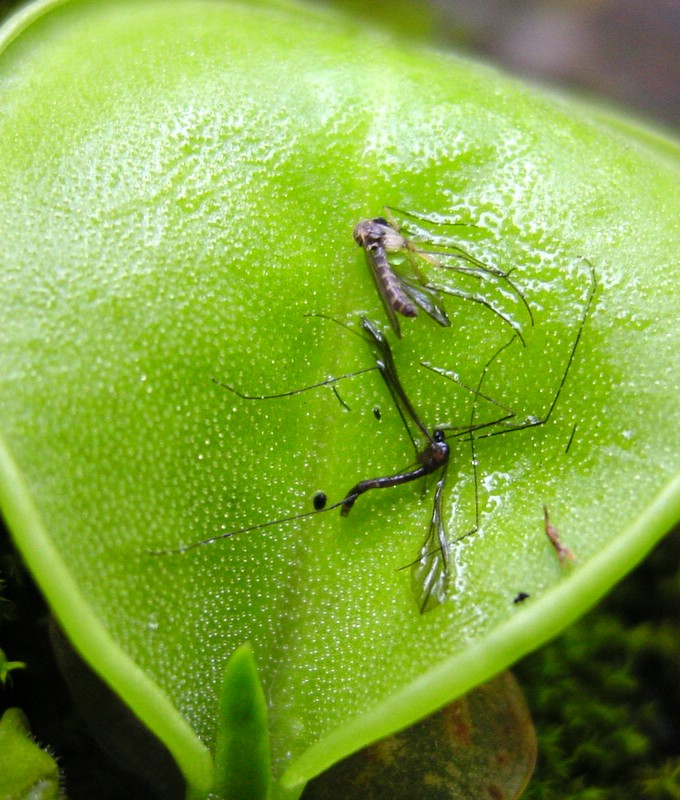